# Metting (Leiblfing)
Metting ist ein Ortsteil der Gemeinde Leiblfing im niederbayerischen Landkreis Straubing-Bogen. Bis 1978 bildete es eine selbstständige Gemeinde.

## Lage
Metting liegt etwa drei Kilometer nordwestlich von Leiblfing am Hausmettinger Bach im Donau-Isar-Hügelland.

## Geschichte
Metting wird bereits 1463 zusammen mit Aiterhofen als im Gericht Leonsberg liegend erwähnt. Zu Beginn des 17. Jahrhunderts waren die Nothaft Hofmarksherren, 1633 war es Hans Christoph von Lerchenfeld auf Aiterhofen und Metting. 1646 kaufte der Straubinger Bürgermeister Simon Höller das Hofmarksgut. Ferdinand Törring zu Seefeld kaufte 1669 von Simon Höller die beiden Hofmarken und ließ sie vom Landesherrn mit der Hofkammernachricht vom 29. Dezember 1670 zu rechten Hofmarken erklären. Bis zur Gemeindebildung zu Beginn des 19. Jahrhunderts blieben die Hofmarken in der Hand der Törring-Seefeld.
Nach der Auflösung des Landgerichts Leonsberg 1803 kam Metting zum Landgericht Straubing. 1808 wurde der Steuerdistrikt Metting gebildet, 1818 die Gemeinde Metting. Bereits 1821 wurden die Gemeindeteile Eschlbach, Hausmetting und Klöpfach zugunsten der neu gebildeten Gemeinde Eschlbach abgetrennt. Man wollte damit eine Vermischung mit landgerichtsunmittelbaren Gründen vermeiden, denn Metting gehörte damals noch den Freiherrn von Hallberg zu Aiterhofen und unterstand deren 1822 genehmigtem Patrimonialgericht II. Klasse. Noch vor 1848 wurde das Patrimonialgericht aufgelöst, und Metting unterstand nun allein dem Landgericht Straubing.
1952 gehörten zur Gemeinde außer Metting selbst noch die Ortsteile Haid, Kornbach und Kriegstadl. Im Jahr 1978 wurde die Gemeinde Metting, die zum Landkreis Straubing gehörte, im Zuge der Gebietsreform in Bayern in die Gemeinde Leiblfing eingegliedert. 1987 hatte Metting 162 Einwohner.

## Sehenswürdigkeiten
- Filialkirche St. Johannes d. T. und Ev. Das spätgotische Bauwerk stammt aus dem 15. Jahrhundert und wurde 1718 barockisiert.

## Vereine
- Freiwillige Feuerwehr Metting
- KLJB Metting
- Landfrauen Metting
- Sportschützen Metting
- Krieger- und Soldaten-Kameradschaft Pönning-Metting-Oberharthausen